# Ambasada Libanu w Warszawie
Ambasada Libanu w Warszawie, Ambasada Republiki Libańskiej (arab. سفارة لبنان في بولندا) – placówka dyplomatyczna znajdująca się w Warszawie przy ul. Wiśniowej 40. Obszar jej działania obejmuje także Litwę, Łotwę i Estonię.

## Siedziba
Po nawiązaniu stosunków dyplomatycznych między Libanem a PRL w 1956, była akredytowana ambasada z siedzibą w Pradze przy Gottwaldovo nábřeží 14 (1966-1974). W 1994 podjęła swoje obowiązki placówka w Warszawie. Od 2001 do końca lutego 2025 mieściła się przy ul. Starościńskiej 1b, od 2003 jest obsadzona przez ambasadora. Od 1 marca 2025 roku mieści się w budynku przy ul. Wiśniowej 40 w Warszawie. 
Rezydencja ambasadora mieści się przy ul. Zapłocie 27 (2019-).